# Юйцзянь
Юйцзянь (*玉澗, дати народження й смерті невідомі) — китайський художник часів епохи Південна Сун, провідний представник чаньського живопису.

## Життєпис
Юйцзянь («Нефритовий потік») є найзагадковішою постаттю з живописців, що представляють засновану на принципах чань-буддизму (чань-цзун ) школу чаньського живопису, засновником якої вважається Муці. У синхронних письмових джерелах згадуються два чаньських ченця, яких можна ототожнити з цим легендарним майстром: Ін Юйцзянь (莹 玉 涧) і Жофень (若 芬). Відомості про першого з них вичерпуються тим, що він мешкав у столичному монастирі Цзінциси (м.Ліньань  на місці сучасного м.Ханчжоу, провінція Чжецзян). Відомості про іншого трохи більш докладні: знано, що він був уродженцем південного сходу Китаю (сучасна провінція Чжецзян), в миру носив ім'я Цао Чжунши (曹仲 石). Жофень теж проживав в одному зі столичних монастирів (Шанчуси), займаючись там пейзажним живописом, а на схилі років повернувся в рідні краї і, оселившись в усамітненні, взяв псевдонім «Нефритовий потік».

## Творчість
Юйцзяня визнано найбільшим чаньським художником-пейзажистом, в стилістиці якого пейзаж досяг граничної ескізності, практично перетворившись на мальовничу абстракцію. Відомі чотири картини, що йому приписують: «Лушань пубу» («Гори Лушань в бризках водоспаду», шовк, туш. Музей Токугава, м.Нагойя, Японія), «Дунтін цю юе» («Осінній місяць над озером Дунтін». Національний музей, м.Токіо), «Юаньпу гуйфань» («Човни, що повертаються до віддаленої мілини». музей Токугава, м.Нагойя) і «Шань шицин лань» («Гірська село у тумані, що розсіюється». Колекція Йосикава, Японія). Останні три твори є фрагментами (висота близ. 30, довжина близ. 80 см) єдиного сувою під назвою «Сяосян бацзин» («Вісім видів річок Сяо і Сян»), що, за переказами, було розрізано на шматки за наказом сьогуна, який бажав одночасно споглядати все що утворюють його пейзажі.
Найбільший інтерес представляє картина «Гірська село у тумані, що розсіюється», яка позбавлена навіть ледь намічених зображень: її композиція зводиться до контурів—натяків, утворених розмивами і плямами туші, гранично далекими від передачі структур, властивих об'єктам зовнішнього світу, і що володіють власною структурою та виразністю. Написані подібним чином пейзажі могли бути ефективно використані як об'єкти медитації, оскільки (завдяки відсутності зображальності) сприяли витісненню думок із свідомості глядача. Важлива особливість живописної техніки художника — це рішуча відмова від усього різноманіття технічних прийомів, що складають арсенал традиційного китайського живописця. На картині Юйцзяня не побачимо ні штрихів, за допомогою яких виписувалися раніше рельєфи поверхонь гір і каміння, ні точок, що позначали віддалені вершини рослинність, ні розмивів туші, що широко використовувалися художниками для сполучення між собою окремих обсягів, ні тим більше копітко виписаної за допомогою тонких штрихів листя дерев. Відмовившись від усього цього різноманіття і повністю нехтуючи законом відповідності зображення роду предмета, Юйцзянь пише гори тільки плямами туші, споруди і людські фігурки — жорсткою сухою лінією. Плями, нанесені стрімко, навіть брутально, практично однорідні, не представляють розмаїття відтінків туші, розкидані по поверхні сувою немов би випадково. Але ця випадковість оманлива. Більше того, саме внаслідок чітко вибудуваної композиції картини, плями туші робляться гірськими вершинами, виступаючими з густого туману, пов'язаного між собою підвісним мостом, вершинами, по стежках на схилах яких рухаються людські фігурки.